# 樹原亜紀
樹原 亜紀（きはら あき、1969年3月30日 - ）は、日本の元アイドル。本名、亜紀・ムール。神奈川県出身。
女性アイドルグループおニャン子クラブの元メンバーで、会員番号は6番。またおニャン子クラブ内のユニットであるニャンギラスのメンバーでもあった。

## 人物・来歴
おニャン子クラブの会員番号6番として『夕やけニャンニャン』の初回（1985年4月1日）から出演。『オールナイトフジ女子高生スペシャル』からの初期メンバー。1985年4月18日より週刊文春喫煙事件で一時活動休止していたものの、同月30日放送にて復帰。
立見里歌・山本スーザン久美子と並ぶおニャン子の三大色物キャラの一人とされ、高島忠夫の物真似「イェ～イ」が唯一にして最大の持ちネタであった。また、身長が169センチとメンバーの中では一番高く、メンバーと並ぶとその背の高さが目立っていた。身長だけではなく、とんねるずと堂々と渡り合うトークの上手さ、汚れを恐れない捨て鉢ともいえる芸人根性はメンバー中突出していた。アイドル集団・おニャン子クラブの中でブーイングにも負けず、立見と共に色物路線を貫いた。
1986年、おニャン子クラブの名越美香・立見里歌・白石麻子と共に異色ユニットニャンギラスを結成。2枚のシングル（「私は里歌ちゃん」「自分でゆーのもなんですけれど」）をリリース後、1987年3月30日の第5回卒業式でおニャン子クラブを卒業。
卒業後は、フリーライターとして活動しオランダ人男性と結婚。現在はロッテルダムに在住し、ロッテルダムの和食レストランでコックとして働いている。2児の母。海外在住ではあるが、おニャン子クラブの同窓会などのイベントにはほとんど参加している。また、今でもメンバー間で交流を続けているとのこと。
2013年にNHKの連続テレビ小説で放送された『あまちゃん』の時代設定の一部がおニャン子クラブの誕生した1985年となっており、そのためこのドラマ内には自身の会員番号が登場した。